# Minas (Käse)
Der Minas-Käse (port.: Queijo Minas) ist ein typischer Käse aus Brasilien mit runder Form. Er ist nach dem brasilianischen Bundesstaat Minas Gerais benannt, der wegen seiner Käsevielfalt sehr bekannt ist. Der Minas-Käse ist ein typischer Käse in brasilianischen Bauernhöfen, die Herstellung ist unkompliziert.
Es gibt den Käse in den drei klassischen Varianten Frescal (frisch), Meia-cura (leicht gereift) und Curado (gereift), wobei der Queijo Minas Frescal wohl der verbreitetste ist und oft als der Minas-Käse bezeichnet wird. Der Curado hat eine dunkelorange Farbe und ist im Gegensatz zum Frescal sehr hart. Eine vierte, relativ junge Variante ist Padrão (Standard), der einem standardisierten Herstellungsverfahren unterliegt und in ganz Brasilien erhältlich ist.

## Geschichte
Der Beginn der Produktion dieses Käses findet im 18. Jahrhundert im Bundesland Minas Gerais, Brasilien statt. Aufgrund der damaligen großen Menge an Milchkühen in dieser Region ernährten sich die Goldgräber (Mineiros) hauptsächlich von Minas-Käse.
Im Jahr 2024 wurde „Traditionelle Methoden zur Herstellung von handwerklichem Minas-Käse in Minas Gerais“ von der UNESCO in die Repräsentative Liste des immateriellen Kulturerbes der Menschheit aufgenommen.

## Eigenschaften
- Sehr weich
- Weiße Farbe
- Halbfett (15 – 19 %)
- Feucht (55 – 60 %)

## Herstellung und Zubereitung

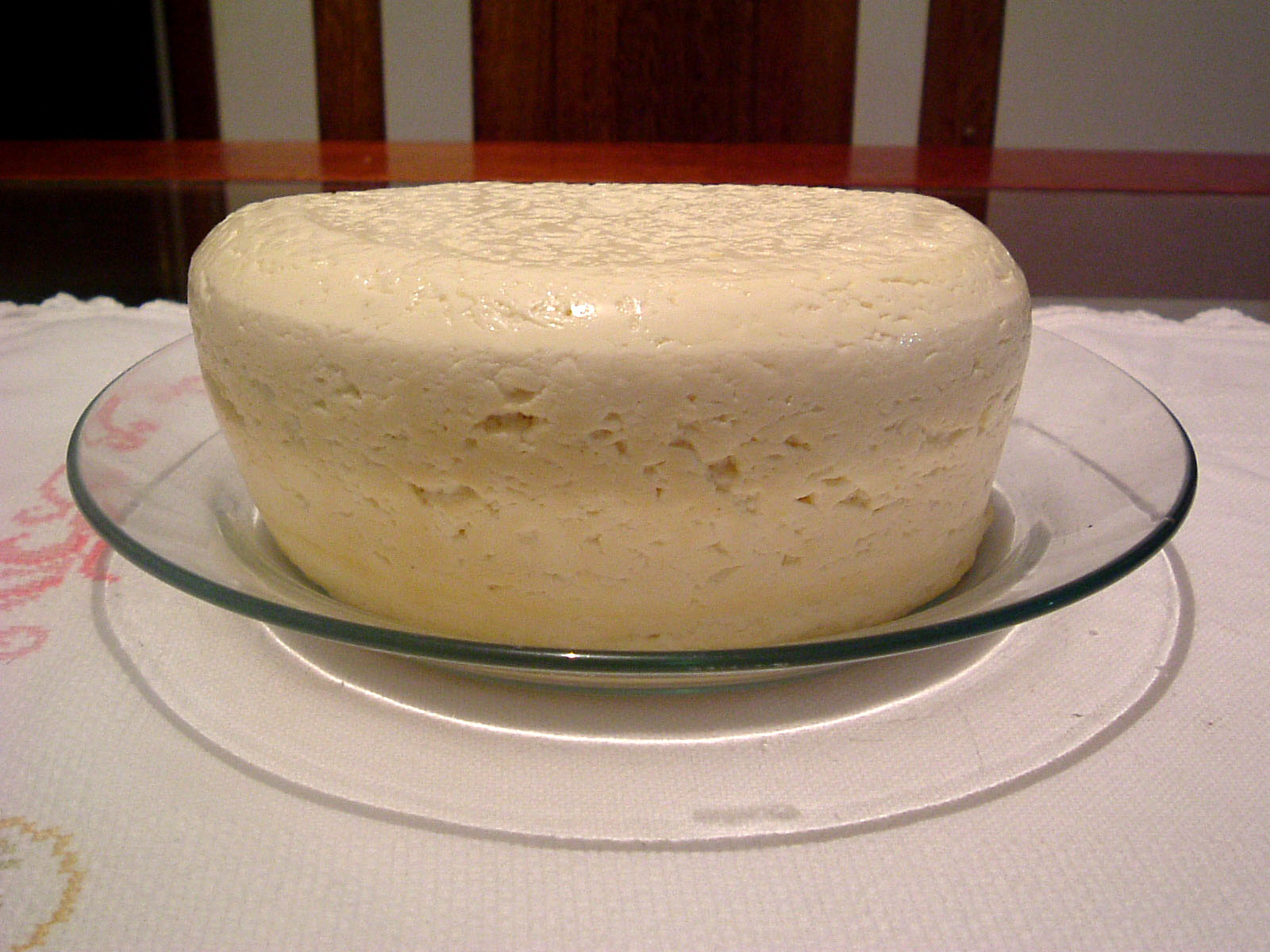
Ein frischer Minas-Käse.

Der Frescal-Käse wird normalerweise aus der Milch von Kühen hergestellt. Der Käse wird aus folgenden Zutaten hergestellt: Kuhmilch, Salz, Dickmilch (Coalho) und Wasser.
Die Dick-Sauermilch wird mit dem Salz, dem warmen Wasser und anschließend mit der Milch vermischt, die zwischen 33° und 35° warm sein muss. Die Zutaten werden gut vermengt und stehen gelassen, damit die ganze Mischung sauer wird. Nach ungefähr 10 Minuten wird die saure Milch mit einem Sieb entfernt und in eine Form gedrückt. Anschließend wird ein wenig Salz hinzugefügt, worauf der Käse vier Stunden lang ruht, damit das Wasser auslaufen kann. Danach wird wieder etwas Salz hinzugegeben und wiederum vier Stunden gewartet. Dieser Schritt wird noch zweimal wiederholt, wobei vor dem letzten Mal die Form umgedreht wird.

## Verwendung
In Brasilien isst man diesen Käse mit Goiabada (eine brasilianische Süßigkeit aus der Guave-Frucht (Goiaba), ähnlich einer Konfitüre), mit Brötchen oder einfach pur.